# Pietro Tribuno
Pietro Tribuno, mort en 912 est le 17e doge de Venise.

## Biographie
Pietro Tribuno est élu parmi les familles les  plus importantes de la ville. 	
Il est le fils de Domenico  Tribuno et Agnella, la nièce de Pietro I Candiano, il succède comme Doge après le bref retour au pouvoir de Giovanni II Participazio. Les classes de la future société vénitienne sont en train de se constituer: les riches marchands qui deviendront les nobles et le peuple.
Immédiatement après avoir pris le pouvoir, il commence des négociations avec les successeurs de Charles III le Gros. En 888, il négocie un traité avec Arnulf de Carinthie et de nouveau en 891. Le premier traité assure la juridiction vénitienne à l'étranger. Le but de cette clause est d'accroître le commerce vénitien sur l'empire carolingien en étendant la protection de leurs propres lois. Les bénéfices économiques sont immédiats et la croissance des années 890 voit naitre, à Venise, une nouvelle industrie du fer.
En 898, les Hongrois envahissent la Vénétie pour la première fois, mais cette incursion s'avère être la première opération d'une longue série. En 899, l'ensemble de la Lombardie est envahie. Les Hongrois se retournent alors  contre Venise. Cittanova, Fine, et Equilo tombent ainsi qu'Altino qui est détruite. Les Hongrois arrive à Albiola où Pietro les attend. Les Hongrois qui utilisent des  coracles destinés à traverser les cours d'eau se montrent inefficaces face aux galères vénitiennes. Les Hongrois sont battus ce qui constitue la première grande victoire militaire vénitienne.
Après l'incursion hongroise, Pietro améliore les défenses à l'intérieur du Rialto. Il construit un immense mur de l'est d'Olivolo à la Riva degli Schiavoni et de là, à San Maria Zobenigo. Il fait tendre une gigantesque chaîne à travers le Grand Canal de San Gregorio à Dorsoduro, un site aujourd'hui occupé par le palais Gaggia. Le chroniqueur Jean Deacon écrit un siècle plus tard qu'avec la construction de ce mur, Venise devient une civitas, souvent traduit « ville » un évènement marquant un tournant dans l'histoire vénitienne. C'est pendant son règne que la  construction du campanile de Saint Marc débute.
Il est nommé protospathaire par l’empereur d’Orient  et acclamé Libérateur par les Vénitiens.
Pietro meurt en 912, il est enterré à San Zaccaria.

## Sources
- (it) Cet article est partiellement ou en totalité issu de l’article de Wikipédia en italien intitulé « Pietro Tribuno » (voir la liste des auteurs).

- (en) Cet article est partiellement ou en totalité issu de l’article de Wikipédia en anglais intitulé « Pietro Tribuno » (voir la liste des auteurs).